# Wippermann
Wippermann jr GmbH es una empresa fabricante de cadenas de rodillos localizada en Hagen, Alemania. Fue fundada por Wilfred Wippermann en 1893. Es la propietaria de la marca Connex de cadenas de bicicleta y enlaces maestros.
Sus cadenas de bicicleta incluyen productos de un gran nivel de acabado, incluyendo eslabones niquelados, pasadores huecos, piezas de acero inoxidable, rodillos de titanio, y platos con piñones de precisión. En 2008, Wippermann publicó los buenos resultados de las pruebas de desgaste de sus cadenas de bicicleta. Las cadenas de la firma son utilizadas por ciclistas profesionales en el Tour de Francia.